# Führer der U-Boote
Führer der U-Boote (FdU) lautete in der Kaiserlichen Marine und dem Ersten Weltkrieg sowie der Kriegsmarine und dem Zweiten Weltkrieg anfangs die Dienststelle des Befehlshabers der Waffe und im Verlauf der Kriege des regionalen Befehlshabers der Waffe.

## Erster Weltkrieg
Zu Beginn des Ersten Weltkrieges wurde am 21. August 1914 die Dienststelle des FdU geschaffen. Sie war aus der U-Bootsinspektion hervorgegangen und bis zur Fortführung als BdU am 5. Juni 1917 Korvettenkapitän, später Fregattenkapitän und Kommodore Hermann Bauer besetzt.
Als später die Bildung größerer U-Bootgruppen in Flandern und dem Mittelmeer die Schaffung einer eigenen Befehlsstruktur erforderten, wurde aus dem FdU die Stellung des BdU, die bis Kriegsende mit Andreas Michelsen besetzt war. Nur die Boote in der Ostsee waren weder dem FdU/BdU unterstellt oder bildeten eine eigene Abteilung unter einem FdU, sondern waren dem Oberbefehlshaber der Ostsee (OdO) unterstellt, bis sie mit Ende der Ostfront am 10. Dezember 1917 auf die übrigen Flottillen und die U-Bootschule aufgeteilt wurden.
| Bereich    | Kommando                       | Dienstgrad                                  | Name              | Zeitraum                             |
| ---------- | ------------------------------ | ------------------------------------------- | ----------------- | ------------------------------------ |
| Nordsee    | Uboote der Hochseestreitkräfte | Korvettenkapitän/Fregattenkapitän/Kommodore | Hermann Bauer     | 21. August 1914 bis 4. Juni 1917     |
| Ostsee     | OdO                            | Kapitänleutnant                             | Hans Adam         | August 1914 bis März 1915            |
|            |                                | Kapitänleutnant                             | Alfred Schött     | Juli 1915 bis 10. Dezember 1917      |
| Kanalküste | U-Flottille Flandern           | Kapitänleutnant/Korvettenkapitän            | Karl Bartenbach   | 29. März 1915 bis 30. September 1917 |
|            | FdU Flandern                   | Korvettenkapitän                            | Karl Bartenbach   | 1. Oktober bis 10. Dezember 1917     |
| Mittelmeer | U-Halbflottille Pola           | Kapitänleutnant                             | Hans Adam         | 1. Juli bis 17. November 1915        |
|            | U-Flottille Pola               | Korvettenkapitän                            | Waldemar Kophamel | 18. November 1915 bis 8. Juni 1917   |
|            | FdU Mittelmeer (Pola/Cattaro)  | Kapitän zur See/Kommodore                   | Theodor Püllen    | 9. Juni bis 29. Dezember 1917        |
|            |                                | Kapitän zur See/Kommodore                   | Kurt Graßhoff     | 29. Dezember 1917 bis Oktober 1918   |
|            |                                | Kommodore                                   | Theodor Püllen    | Oktober 1918                         |

## Drittes Reich und Zweiter Weltkrieg
In der Kriegsmarine der Wehrmacht bis Oktober 1939 die Bezeichnung der Dienststelle des kommandierenden Offiziers der U-Boote einer Region oder Funktion und es war gleichzeitig dessen Dienstbezeichnung, später diente die Bezeichnung nur noch als Bereichsleiter. Ab Januar 1936 bekleidete Karl Dönitz diese Position.
Im August 1939 wurden die FdUs West und Ost eingerichtet. Korvettenkapitän Hans Ibbeken wurde FdU West unter dem Marinegruppenkommando West und Fregattenkapitän Oskar Schomburg wurde FdU Ost unter dem Marinegruppenkommando Ost. Bereits im gleichen Monat wurden diese Positionen aber mit dem Ende der Einsätze in der Ostsee wieder aufgelöst.
Im Juli 1942 wurde die Befehlsstelle FdU Westraum neu eingerichtet. Im März 1943 folgte die Befehlsstelle des FdU Ostsee. Dönitz, der inzwischen zum Konteradmiral befördert worden war, wurde am 17. Oktober als Leiter des BdU (Befehlshaber der U-Boote) der Stab des FdU unterstellt. Im weiteren Kriegsverlauf wurden die Aufgabenbereiche weiter aufgeteilt.

### Unterteilungen

#### FdU Ost – Führer der U-Boote Ost
Ab August 1939 bestand für einen Monat der FdU Ost. In dieser Zeit war der FdU Ost beim Überfall auf Polen mit zehn U-Booten (U 5, U 6, U 7, U 14, U 18, U 22, U 31, U 32, U 35 und U 57) eingesetzt.
Ab März 1943 war die Dienststelle FdU Ostsee mit Sitz in Danzig wieder eingerichtet und bestand bis Kriegsende. Kurz vor Kriegsende wurde die Saar als Wohnschiff eingesetzt.
Kommandeure:
- Fregattenkapitän Oskar Schomburg August/September 1939
- Fregattenkapitän/Kapitän zur See Otto-Makiri Schellong, Sohn von Otto Schellong, ab März 1943

Unterstellte Flottillen:
- 4. U-Flottille, 5. U-Flottille und 8. U-Flottille
- später noch 31. U-Flottille und 32. U-Flottille

#### FdU West – Führer der U-Boote West
Ab August 1939 bestand für einen Monat der FdU West. Ab Juli 1942 und bis Kriegsende bestand die neu eingerichtete Dienststelle „FdU Westraum“ mit Sitz in Paris. Anfang 1943 wechselte der Sitz der Dienststelle nach Angers und ab August 1944 nach Bergen.
Kommandeure:
- Korvettenkapitän Hans Ibbeken August/September 1939
- Kapitän zur See/Konteradmiral Karl Dönitz: von September 1939 bis Ende Juli 1940
- Kapitän zur See Hans-Rudolf Rösing ab Juli 1942

Unterstellte Flottillen:
- 1. U-Flottille, 2. U-Flottille, 3. U-Flottille, 6. U-Flottille, 7. U-Flottille, 9. U-Flottille, 10. U-Flottille und 12. U-Flottille
- ab August 1944 die wieder aufgestellte 11. U-Flottille, die vorgesehene 15. U-Flottille und die neu aufgestellte 13. U-Flottille; die 1. U-Flottille, 6. U-Flottille, 9. U-Flottille, 10. U-Flottille und 12. U-Flottille blieben in Frankreich und wurden dort aufgelöst

#### FdU Italien – Führer der U-Boote Italien
Ab November 1941 war die Dienststelle mit Sitz in Rom eingerichtet und bestand bis August 1943. Anschließend wurde die Dienststelle in den Führer der U-Boote Mittelmeer überführt.
Kommandeure:
- Korvettenkapitän Viktor Oehrn November 1941 bis Februar 1942, später FdU Mitte
- Konteradmiral Leo Kreisch ab Februar 1942, später FdU Mittelmeer

Unterstellte Flottillen: 23. U-Flottille (im Mai 1942 aufgelöst) und 29. U-Flottille

#### FdU Mittelmeer – Führer der U-Boote Mittelmeer
Ab August 1943 bestand diese aus dem FdU Italien hervorgegangene Dienststelle mit dem neuen Sitz in Toulon. Die Dienststelle wurde im September 1944 aufgelöst.
Kommandeure:
- Konteradmiral Leo Kreisch bis Januar 1944, vormals FdU Italien
- Kapitän zur See Werner Hartmann von Januar 1944 bis August 1944[3]

Unterstellte Flottille: 29. U-Flottille

#### FdU Ausbildung – Führer der U-Bootsausbildungsflottillen
Ab März 1943 war die Dienststelle mit Sitz in Gotenhafen bis Kriegsende eingerichtet.
Kommandeur war der Korvettenkapitän/Fregattenkapitän/Kapitän zur See Viktor Schütze.
Unterstellte Flottillen: 18. U-Flottille, 19. U-Flottille, 20. U-Flottille, 23. U-Flottille, 24. U-Flottille, 25. U-Flottille, 26. U-Flottille und 27. U-Flottille

#### FdU Mitte – Führer der U-Boote Mitte
Ab Mai 1944 bestand diese aus dem FdU Mitte hervorgegangene Dienststelle mit Sitz in Kiel. Die Dienststelle wurde im August 1944 aufgelöst.
Kommandeure waren im Mai/Juni 1944 der Fregattenkapitän Karl-Friedrich Mertens und anschließend der ehemalige FdU Italien, Korvettenkapitän Viktor Oehrn.

#### FdU Norwegen – Führer der U-Boote Norwegen
Ab Januar 1943 war die Dienststelle mit Sitz in Narvik eingerichtet, war damit im Befehlsbereich des Kommandanten der Seeverteidigung Narvik und bestand bis Oktober 1943. Anschließend wurde die Dienststelle in den Führer der U-Boote Nordmeer überführt.
Kommandeure:
- Kapitän zur See Rudolf Peters ab Januar 1943 bis Mai 1944
- Fregattenkapitän Reinhard Suhren ab Mai 1944, anschließend FdU Nordmeer

Unterstellte Flottillen: 11. U-Flottille und 13. U-Flottille

#### FdU Nordmeer – Führer der U-Boote Nordmeer
Ab Oktober 1943 bestand diese aus dem FdU Norwegen hervorgegangene Dienststelle mit weiterhin Sitz in Narvik. Die Dienststelle bestand bis Kriegsende.
Kommandeur war der Fregattenkapitän Reinhard Suhren, vorher FdU Norwegen
Unterstellte Flottillen:
- 11. U-Flottille (bis August 1944, dann beim FdU West), 13. U-Flottille
- ab Dezember 1944 14. U-Flottille

### Weitere FdUs
Unter dem BdU waren ab Ende 1940 einsatzmäßig der italienische FdU Atlantik zugeordnet.

## Bekannte Personen
- Wilhelm Canaris: ab November 1916
- Eberhard Godt: 1. Admiralstabsoffizier
- Friedrich Lützow: 1. Admiralstabsoffizier von 1914 bis 1916
- Georg Schewe: 2. später 1. Admiralstabsoffizier von 1942 bis 1944
- Werner Scheer: im Stab 1935/1936
- Hans-Gerrit von Stockhausen: von Februar 1938 bis Dezember 1939 in unterschiedlichen Positionen, u. a. in der Seekriegsleitung und als Admiralstabsoffizier